# Acroporium affine
Acroporium affine là một loài Rêu trong họ Sematophyllaceae. Loài này được Broth. mô tả khoa học đầu tiên năm 1925.